# 復讐 〜陵辱の刃〜
『復讐〜凌辱の刃〜』（ふくしゅう りょうじょくのやいば）は、アダルトゲームブランドCROWDより発売された陵辱アドベンチャーゲーム。2001年1月26日にCD-ROM版、同年8月10日にDVD-ROM版が発売された。
1997年に発売されたCROWDの第1作『復讐』のリメイク作品であり、本作の主人公・中澤祐一は『復讐』の主人公・増田雄一郎の従弟という設定になっている。

## あらすじ
いじめられっ子・中澤祐一はみじめな学校生活を変えるため、近所でも有名な進学校・麻耶学園に転入する。しかし、そこでも女子生徒4人のグループにいじめられてしまう。絶望の日々の中、祐一にもいじめからかばってくれる女子生徒・飯田唯の登場によって一筋の光明が射す。祐一と唯は心を通わせていくが、その幸せも長くは続かなかった。

## 登場人物

### メインキャラクター
中澤 祐一（なかざわ ゆういち）
本作の主人公。陰気な性格と、女性的な容姿で幼い時からいじめの標的になっていた。理解者・飯田唯が陵辱されたことをきっかけに、いじめっ子達への復讐を決意する。PCに強い。実は石黒と幼馴染だった事が彼女のルートで明らかになる。
飯田 唯（いいだ ゆい）
声：日下千鶴
本作のメインヒロインであり、祐一のクラスメイト。優しく明るい性格で正義感が強い。祐一をいじめからかばった為に石黒達の怒りを買い、彼女らが呼び寄せた不良達に、祐一の目前で輪姦されてしまい、心身ともに深い傷を負ってしまう。
攻略可能だが、グループ全員の攻略（＝復讐）を終える事が絶対条件となる。
石黒 晶（いしぐろ あきら）
声：みる
もう1人のメインヒロインで、いじめグループのリーダー。弓道部所属。成績優秀かつ冷静沈着で、感情を表に出さない。不遇な環境におり、制服パブでバイトをしながら一人暮らしをしている。実は祐一とは幼馴染にして初恋の相手だったが、自分との思い出を忘れてしまった祐一への愛情が屈折してしまった末、いじめへと発展してしまっていた。
彼女のルートを攻略する事で、現在に至った経緯と過去、そして互いが幼馴染だった事実を知る事になる。

### サブキャラクター
後藤 希（ごとう のぞむ）
声：深井晴花
いじめグループの1人。茶道部所属。華族の流れを組む名家の令嬢。高飛車で高圧的な性格で、他人（特に自分にとって気に食わない者）を汚物としか見ていない上に異常なほど口が悪く、祐一に対しては特に悪口雑言を平然と並べたてて見下しまくる。成績優秀、品行方正、容姿端麗と一見完全無欠だが、万引き魔という裏の顔を持つ。グループではその口の悪さを活かし、言葉の暴力によるメンタル面での攻撃を担当する。が、祐一からの復讐を受けると一転してマゾヒストな一面を見せる。愛犬家。下戸でもあり、酒にめっぽう弱い。
保田 凪（やすだ なぎ）
声：神無月ほのか
いじめグループの1人。バレー部所属。大柄で力持ちなため、グループでは直接的な暴力担当。バレーで大学進学を狙っている。男勝りな性格で、「優柔不断な男は大嫌い」という、ただそれだけの自分勝手な価値観と理不尽な理由で祐一に暴力を振るう。親友の矢口真央とは幼稚園からの付き合い。同性愛の傾向があり、休日は男装して女の子と付き合っていて、自らが祐一に復讐された後に矢口への復讐に加担し、3Pをする展開もある。食物アレルギー持ちであるらしく、牛乳が苦手。
矢口 真央（やぐち まお）
声：秋山夕子
いじめグループの1人。石黒と同じ弓道部所属だが、自身はマネージャー。大人しい性格で、仲間はずれにされたくないが為に不本意ながらいじめに加わっている。それ故に、ストーリーの展開によっては祐一の苦しみを理解する味方的存在になる一方、裏切りもする。眼鏡と三つ編みの地味な容姿だが、実はかなりの美少女。保田にも秘密で「みゃお」という名のコスプレアイドルとして活躍している。
市井 小夜子（いちい さよこ）
声：AYA
祐一のクラスの担任と弓道部の顧問を兼任している女教師。知的でスマートな美人で生徒からの人気も高いが、その本性は極めて冷淡で、生徒に対して全く無関心で興味すら持っていない。その上、己の保身しか考えない事なかれ主義で、「自分の立場さえ安泰なら、他がどうなろうが知ったことじゃない」としか思っていない。
祐一のいじめを知りながらも石黒を庇ったのは、受け持つ弓道部の大会が近い時（本編の時系列）に「いじめの事実が学校中に知れたら自分の立場が危うくなる」という、保身最優先かつ自分本位も甚だしい理由からである。祐一には「いじめられるあんたが悪い」と一蹴していじめを黙認し、なおかつその事実を黙殺した、言わば本作の影の黒幕。
一定の条件を満たせば復讐できるが、彼女とのエンディングは存在しない。
加護 秋太郎
声：小池竹蔵
福田 耕太
声：秋山じゅん
辻 彦朗
声：佐倉徹

## スタッフ
- 原画：あづち涼
- シナリオ：三吉貴博
- 音楽：I've
- ED曲「悲しみの花」MELL